# Diener Jesu und Mariens
Die Diener Jesu und Mariens (Servi Jesu et Mariæ, Ordenskürzel SJM) sind eine katholische Kongregation für Priester und Laienbrüder, die 1988 von Pater Andreas Hönisch, einem ehemaligen Jesuiten, gegründet und bis zu seinem plötzlichen Tod am 25. Januar 2008 als Ordensgeneral geleitet wurde. 1994 wurden die SJM von der Kommission Ecclesia Dei als Kongregation päpstlichen Rechts anerkannt. Generaloberer der Kongregation ist seit 2014 Paul Schindele. Eine ihrer Aufgaben besteht in der pastoralen Betreuung von Gruppen der Katholischen Pfadfinderschaft Europas.

## Geschichte

### Vorgeschichte (1986 und 1987)
Nach eigenen Angaben aus dem Jahr 1986 hatte Andreas Hönisch als Bundeskurat der Katholischen Pfadfinderschaft Europas (KPE) bereits zahlreiche Jugendliche, die die Priesterweihe anstrebten, zum Engelwerk geschickt. Dessen Teilorganisation Regularkanoniker vom Heiligen Kreuz sei die einzige Ordensgemeinschaft, die er den Pfadfindern der KPE empfehlen könne. Am 12. Februar 1986 erörterte Hönisch in Augsburg mit Ingo Dollinger, dem Rektor der Engelwerk-Hochschule Institutum Sapientiæ im brasilianischen Anápolis, Pläne zur Gründung eines weiteren der KPE nahe stehenden Ordens.

### Gründung (1988)
Die SJM entstanden zwei Jahre später am 30. Mai 1988 aus der Jugendarbeit der KPE in Deutschland. Für die aus der KPE hervorgegangenen Seminaristen und Priester war es aufgrund ihrer Einbindung in die Ausbildungs- und Pastoralstrukturen der verschiedenen Diözesen bzw. Orden schwierig gewesen, weiterhin eine kontinuierliche seelsorgerische Betreuung der Jugend- und Pfadfindergruppen zu leisten. Um dem abzuhelfen, gründeten 1988 drei Mitglieder der KPE zusammen mit P. Hönisch die neue Gemeinschaft der SJM, die es ermöglichen sollte, Priestertum und Jugendarbeit besser miteinander zu verbinden. P. Hönisch war inzwischen im Streit wegen seiner Tätigkeit in der KPE vom Jesuitenorden ausgeschlossen worden und war Diözesanpriester des Bistums Augsburg.

### Ausbau (1989–1999)
Im Zeitraum 1990–1992 gehörte die SJM-Kongregation, vertreten durch Richard Pühringer CPPS, gemeinsam mit anderen marianischen Gruppen wie der Katholischen Pfadfinderschaft Europas, dem Engelwerk, Radio Maria und der Marianischen Priesterbewegung als stimmberechtigtes Mitglied dem Dachverband Vereinigtes Apostolat im Geiste Mariens an.
Im Jahr 1995 wurde der Kongregation durch den Augsburger Bischof Viktor Josef Dammertz die weitere Nutzung des alten Kapuzinerklosters in Markt Rettenbach, Ortsteil Mussenhausen, gekündigt. Die neue Hauptniederlassung wurde daraufhin in Blindenmarkt errichtet. Anders als oft behauptet gab es für die SJM niemals ein Seelsorgeverbot in der Diözese Augsburg.
Ende 1995 klagten die SJM und der Priester Dietmar Aust FSSP erfolgreich gegen die Nachrichtenmagazine News und Focus, welche die Kongregation unbewiesen mit der Priesterbruderschaft St. Petrus und der Gemeinschaft vom heiligen Josef in Verbindung gebracht hatten.

### Seit 2000
Im Februar 2000 verließ der in der Pfarrei Jossgrund im Bistum Fulda tätige SJM-Priester Béla Horváth den Orden, woraufhin er von Ortsbischof Johannes Dyba als Pfarrer abgesetzt wurde. In der Pfarrgemeinde hatte es zuvor heftige Proteste für den Verbleib Horváths in der Pfarrei gegeben.
Anfang der 2000er Jahre unterrichteten die Theologen Reto Nay und David Berger in der Ausbildungsstätte der SJM in Blindenmarkt. Berger distanzierte sich später von der Gemeinschaft. Ende 2004 kam es zu Konflikten und gegenseitigen Vorwürfen zwischen den Dienern Jesu und Mariens und Teilen der österreichischen KPE. Nach Berichten der Gemeinschaft vom heiligen Josef und kath.net verließen zwei Gruppen und drei Mitglieder der dortigen Bundesführung um den Priester Martin Leitner die KPE-Ö, da ihrer Meinung nach der deutsche Verband – insbesondere Bundeskurat Andreas Hönisch SJM – versucht habe, größeren Einfluss in der österreichischen Organisation zu gewinnen. Hönisch gab an, Anschuldigungen mit strafrechtlichen Folgen gegen SJM-Mitglieder und eine negative Erwähnung im Sektenreferat der Erzdiözese Wien seien ihm nicht bekannt. Der Hönisch nahe stehende Teil der genannten Bundesführung blieb im Amt und stellte sich hinter den deutschen Bundeskuraten.
Nach 2004 scheiterten SJM und KPE mit Verleumdungsklagen gegen den Journalisten Georg Restle vor mehreren Gerichten in St. Pölten und Wien. Restle hatte angegeben, in Veröffentlichungen der KPE homophobe und antisemitische Äußerungen gefunden zu haben.

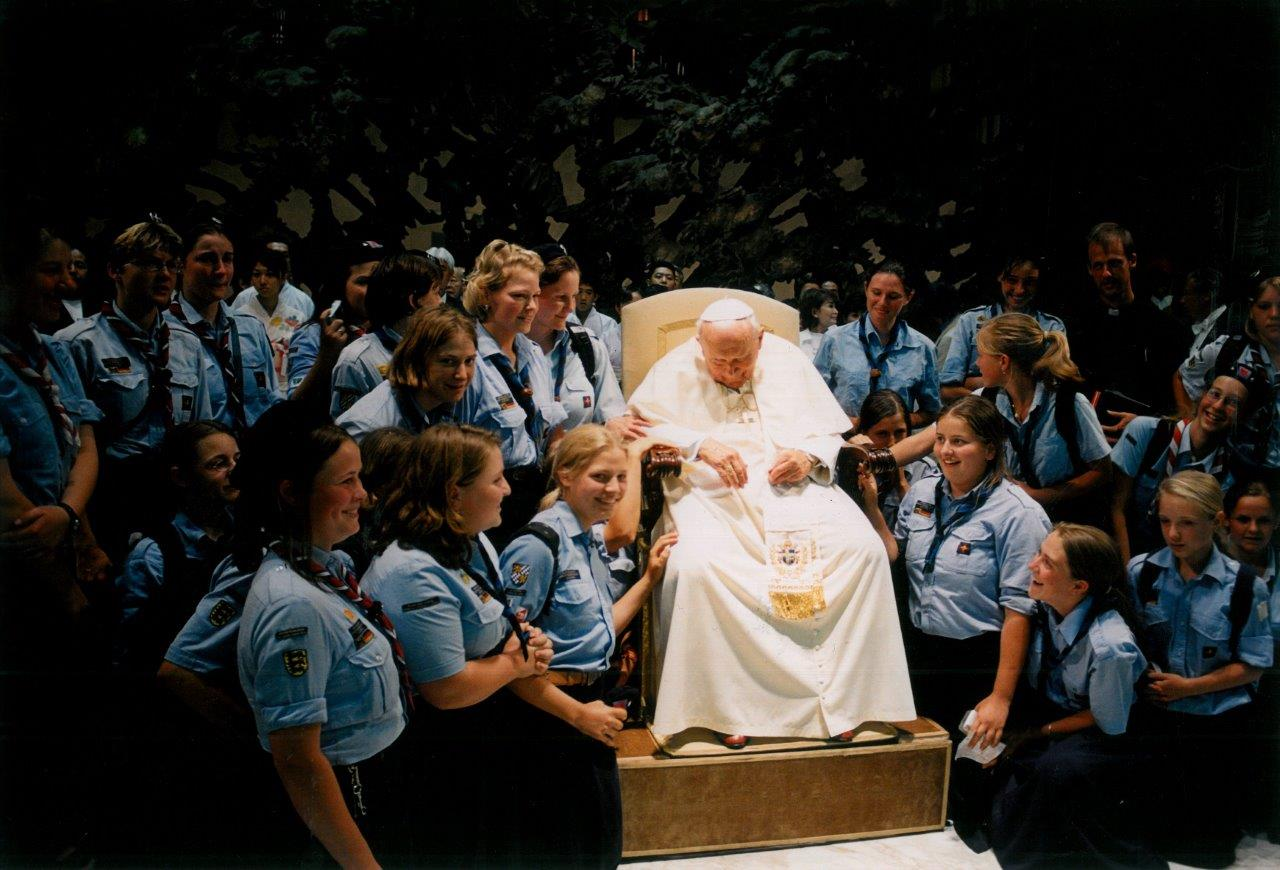
Papst Johannes Paul II. und eine Gruppe KPE-Pfadfinderinnen im Sommer 2004

Im Oktober 2006 wurden die von Bischof Johannes Dyba ausgehandelten Gestellungsverträge des Bistums Fulda mit der Kongregation durch Bischof Heinz Josef Algermissen gekündigt, nachdem es zu Differenzen zwischen dem Bischof und dem SJM-Generaloberen Pater Andreas Hönisch gekommen war. Die betroffenen Pfarreien reagierten mit Unmut und Unverständnis auf die Kündigung durch das Bistum Fulda. Bei einer Unterschriftenaktion setzten sich über 75 % der Pfarreimitglieder für einen Verbleib der SJM-Priester ein.

### Seit 2010
Mit Stand von Anfang 2013 arbeiteten SJM-Patres im Bistum Augsburg in Marienfried und Rennertshofen in der Seelsorge. In der Kirche von Alsmoos in Petersdorf (Schwaben), wo SJM-Förderer Ingo Dollinger bis 1995 Pfarradministrator gewesen war, wurden sie als Aushilfen zugelassen.
2013 wurde P. Leopold Kropfreiter SJM von der zentralasiatischen Bischofskonferenz zum Nationaldirektor des päpstlichen Missionswerks Missio in Kasachstan ernannt. 2020 hat ihn der Präfekt der Kongregation für die Evangelisierung der Völker für weitere fünf Jahre in seinem Amt bestätigt.
Im Jahr 2016 bewarben die SJM eine Veranstaltung mit Weihbischof Athanasius Schneider ORC, einem hochrangigen Mitglied des Engelwerkes, dessen Bücher Corpus Christi und Dominus est im SJM-Verlag erschienen waren. Im Januar 2016 besuchte Schneider auf Einladung des Rektors der SJM-Ordensschule Sint-Ignatius die belgische SJM-Niederlassung Het Oude Klooster Maleizen in Overijse. Die Schule finanzierte sich über das Konto der kreationistischen Gruppe Stop Christenvervolging unter Fernando Pauwels, der von der Katholischen Universität in Löwen wegen „zu extremer religiöser Auffassungen“ entlassen wurde, und Yves Pernet, einem Aktivisten der rechtsextremen Gruppen Vlaams Belang und Voorpost sowie Autor der flämisch-nationalistischen Website Rechts Actueel, die die Schule beim Crowdfunding unterstützt. Verwalter des Kontos war die Stiftung Kerk en Geloof (Kirche und Glaube). Die Schule mit fünf Schülern war im Jahr 2015 Gegenstand einer Debatte im belgischen Parlament. Seit ihrer staatlichen Anerkennung konnte der Orden vollgültige Schulzeugnisse ausstellen.
Die belgische Bischofskonferenz erklärte 2016, die Schule habe die kirchliche Anerkennung weder beantragt noch erhalten. Nachdem das Erzbistum Mecheln-Brüssel und der für die Bischofskonferenz tätige flämische Schuldachverband „Katholiek Onderwijs Vlaanderen“ bemängelt hatten, die von den SJM betriebene Schule im Alten Kloster Maleizen biete eine „weltfremde Bildung“, leitete Flanderns Bildungsministerin und Vizeministerpräsidentin Hilde Crevits (CD&V) im Januar 2016 eine erneute Untersuchung der Schule ein. Dieser wurden Kreationismus und Rechtsextremismus vorgeworfen. Wouter Jambon, erster Schatzmeister der Schule und Vorsitzender der rechtskonservativen Studentenverbindung KVHV, verneinte letzteren. Die Schule konnte ihren Betrieb unter Auflagen und der Bedingung künftiger Kontrollen fortsetzen, nachdem beanstandete Teile ihrer Website gelöscht worden waren. Der Vorsitzende der Open Vlaamse Liberalen en Democraten im flämischen Parlament, Jean-Jacques De Gucht, bezeichnete die Anerkennung der Schule als absurd und inakzeptabel. Seit 2018 wird die Schule vom Orden nicht mehr als „unsere Schule“, sondern als rechtlich und finanziell eigenständige „Initiative engagierter Eltern“ bezeichnet. Auf ihrer Website gab die Schule weiterhin an, vom Orden unterstützt zu werden und mit ihm zusammenzuarbeiten.
→ Zur weiteren Entwicklung der Schule siehe dort.

## Jüngere Geschichte

### Seit 2018
Im März 2018 wurde P. Karl Barton SJM mit Zustimmung des Ortsbischofs Konrad Zdarsa als Pfarrer der Pfarreiengemeinschaft Ronsberg-Ebersbach-Willofs im Bistum Augsburg installiert. 2018 verließ das Noviziat des Ordens den Auhof in Blindenmarkt und übersiedelte nach Haus Assen in Deutschland.
Im Jahr 2016 wurde mit der Sanierung des Hauses Assen begonnen, das nach dem Sturmtief „Friederike“ starke Schäden im Dachstuhl aufgewiesen hatte sowie Beschädigungen an der Fassade im Innenhof. Rund 335.000 Euro kosten die Sanierungsarbeiten, finanziell wird das Bauvorhaben durch die Landesregierung NRW, den Bund, die Deutsche Stiftung Denkmalschutz und Spenden unterstützt.
2018 absolvierten vier Postulanten und ein Novize entweder ein Einführungsjahr oder ein Probe-Praktium auf Haus Assen in Lippetal.

### Seit 2020
Am 15. Oktober 2020 bestätigte das Generalkapitel Paul Schindele als Generaloberen und wählte ihn mit großer Mehrheit für eine weitere sechsjährige Amtszeit.
Am 26. April 2021 stimmte der Bischof von Augsburg, Bertram Meier, der Errichtung einer kanonischen Niederlassung der SJM im Bistum Augsburg zu. Der kirchenrechtliche Sitz der SJM in der Diözese wird laut Mitteilung des Ordens in der Pfarreiengemeinschaft Ebersbach (Ostallgäu) liegen.
Im Januar 2023 teilte der Generalobere Paul Schindele SJM mit, dass in Rom eine kritische Anfrage zum Wirken von P. Andreas Hönisch eingegangen ist. Das Dikasterium für die Ordensleute erachtet eine Untersuchung als angemessen. Passionistenpater Gregor Lenzen CP wurde dafür als Apostolischer Assistent auf drei Jahre berufen. Im November 2023 teilte die Ordensleitung mit, dass sie Vorwürfe sexuellen Missbrauchs gegen ein Mitglied des Ordens bei staatlichen und kirchlichen Behörden angezeigt habe, die dieser Ende der 1990er-Jahre begangen habe; sie werde alles tun, eine volle Aufklärung und Aufarbeitung der Vorfälle von unabhängiger Seite zu unterstützen. Laut einer Meldung der Schweizer Zeitung „SonntagsBlick“ habe ein heute 39-Jähriger berichtet, dass er von vier Priestern missbraucht worden sei, darunter der Priester der Gemeinschaft SJM, der ab 1998 nahezu tägliche sexuelle Übergriffe an ihm vorgenommen habe. Der Pater bestritt gegenüber der Zeitung diese Taten.

### Seit 2025
Am 23. Juni 2025 räumte der Orden laut katholisch.de, der Internetplattform der Deutschen Bischofskonferenz, in einem Zwischenbericht „schwerwiegende Fehler der Anfangszeit“ ein. CNA Deutsch (Deutsche Katholische Nachrichtenagentur) berichtete tags darauf über einen „Reflexionsprozess“.

## Positionen

### Selbstdarstellung
Nach eigenem Selbstverständnis versucht die Gemeinschaft, ein Ordensleben nach der Spiritualität des heiligen Ignatius von Loyola zu verwirklichen. Als wesentliche Punkte werden u. a. die tägliche Erneuerung der Weihe an das Herz Jesu und das Herz Mariens und die besondere Verehrung der Eucharistie genannt. Die Priester der SJM feiern die Liturgie sowohl nach der von Papst Paul VI. 1969 reformierten Form als auch nach der Liturgie von 1962. Damit gehört die Gemeinschaft der SJM zu den wenigen katholischen Orden, die sowohl die vor der Liturgiereform des Zweiten Vatikanischen Konzil gültige Form des römischen Ritus als auch die nach dem Konzil erneuerte Liturgie feiern; dem Zweiten Vatikanischen Konzil stehe man „grundsätzlich positiv gegenüber“. Der Orden hat seinen Schwerpunkt in der Jugendpastoral und hier besonders in der Pfadfinder-Seelsorge und der Betreuung von Gruppen der Katholischen Pfadfinderschaft Europas. Er kooperiert ferner mit der Gemeinschaft Ancillae Domini.

### Gegenpositionen
Von Kritikern wurde die Kongregation dem katholischen Fundamentalismus zugerechnet und als „erzkonservativ“ bezeichnet; in den 1990er Jahren lehnten mehrere deutsche Bischöfe eine Zusammenarbeit mit den SJM ab. Nach Worten des Priesters Paul Hüster, Leiter der Arbeitsstelle für Jugendseelsorge der Deutschen Bischofskonferenz im Jahr 2000, tragen SJM und KPE Merkmale einer Sekte. Rudolf Hammerschmidt, Sprecher der Bischofskonferenz, erklärte im selben Jahr: „Die SJM gefährden den Kirchenfrieden, weil sie in ihrer Radikalität nicht integrationsfähig sind. Besonders junge Menschen werden von den Ordensmitgliedern massiv unter Druck gesetzt, ihr Leben der Kirche zu weihen.“
2022 wies die Autorin Johanna Beck, Sprecherin des Betroffenenbeirats der Deutschen Bischofskonferenz, auf „enge Verbindungen zwischen den SJM, der KPE und dem Engelwerk“ hin.

## Organisation
Im Juli 2017 hatte der Orden nach eigenen Angaben 51 Mitglieder.
Das Mutterhaus der SJM befindet sich in Blindenmarkt (Niederösterreich) im Bistum St. Pölten, wo der Orden vom damaligen Bischof und Engelwerk-Mitglied Kurt Krenn aufgenommen wurde.
Außerdem führte die Kongregation das Kolleg Kardinal von Galen im Wasserschloss Haus Assen in Lippetal (Nordrhein-Westfalen), das ihnen Christoph Bernhard Graf von Galen im Jahr 1997 schenkte; das Kolleg wurde am 22. Februar 2013 mit Zustimmung von Ortsbischof Felix Genn kanonisch errichtet. Im Sommer 2016 wurde das im Haus Assen untergebrachte Internat des Ordens geschlossen. Die Schließung erfolgte auf einen Mangel an neuen Schülern, zuletzt wurden nur noch 10 Schüler unterrichtet.
Am 25. März 2015 wurde im alten Kloster Maleizen in Overijse (Belgien) ein Haus kanonisch errichtet, nachdem der damalige Erzbischof André-Joseph Léonard von Mecheln-Brüssel seine Zustimmung gegeben hatte. Bereits am 11. April 2014 hatte Léonard das Kloster besucht. Eine weitere Niederlassung in Deutschland befindet sich in Markt Erlbach.
In Kasachstan gibt es in Kornejewka eine Niederlassung des Ordens, wo dieser seit 2000 die Schule St. Lorenz übernommen hat, die 1996 vom Berliner Priester Lorenz Gawol gegründet wurde. Stand 2021 leitet P. Leopold Kropfreiter SJM als Verwaltungsdirektor das gesamte Schulprojekt. Es wird außerdem von der Gemeinschaft der Franziskanerinnen von Vöcklabruck personell und finanziell unterstützt. Die Schule will eine gute Ausbildung mit einem christlichen Menschenbild ermöglichen, Ökumene und Interreligiosität sind nach eigenen Angaben gelebte Wirklichkeit im Schulalltag. Das Projekt umfasst Kindergarten, Gymnasium (inkl. Volksschule und Mittelschule) und Internat sowie eine Privatschule für Zusatzausbildung in Ethik, Fremdsprachen, kreativen Fächern und Sport. Das Konzept des Ethik- und Religionskundeunterrichts an der Schule wurde vom kasachischen Erziehungsministerium inzwischen landesweit übernommen. Seit 2008 kann an der Schule das Deutsche Sprachdiplom (DSD) erworben werden; gleichzeitig wurde die Schule Teil des PASCH-Netzwerks, das vom Auswärtigen Amt der Bundesrepublik Deutschland koordiniert wird. Seit 2012 studieren Absolventen von St. Lorenz in Kasachstan, Russland, Österreich und Deutschland. Die Hilfsorganisation Ein Herz für Kinder unterstützte die energetische Sanierung des gesamten Gebäudekomplexes. Stand Oktober 2021 bietet die Schule knapp 200 Kindern und Jugendlichen einen Lernort von der Vorschule bis zum Gymnasium.
Den SJM ist der Dritte Orden des hl. Ignatius von Loyola als Laiengemeinschaft von Frauen und Männern angeschlossen.
Mit Stand von November 2016 waren die SJM in mehreren Pfarreien in Deutschland, Österreich, Belgien, Frankreich und Kasachstan in der Seelsorge tätig.

## Medien des Ordens
Das Presseorgan des Ordens ist die Quartalszeitschrift Der Ruf des Königs. Im Internet erscheint ferner die Artikelserie Katholisch im Kreuzfeuer als Argumentationshilfe. Der SJM-Verlag hat in Neusäß bei Augsburg seinen Sitz. Er ist aus dem Verlag „Hl. Pater Maximilian Kolbe“ hervorgegangen.